# Inwido
Inwido AB är Europas största leverantör av fönster och dörrar med huvudkontor i Malmö. Företaget har verksamhet i Danmark, Finland, Norge, Sverige, Estland, Lettland, Irland, Polen, Storbritannien och Österrike samt exporterar till ett stort antal länder.
Koncernen marknadsför ett 20-tal starka, lokala varumärken som bland annat Elitfönster, SnickarPer, Hajom, Hemmafönster, Outline, Tiivi, Pihla, Diplomat och Sokolka. Inwido har ca 3 400 anställda och omsatte under 2015 cirka 5,2 miljarder
kronor.  
26 september 2014 börsnoterades Inwido på NASDAQ Stockholm.

## Koncernens struktur
De företag som ägs av koncernen är i:
- Sverige; Elitfönster, Hajom, Erafönster, Hemmafönster, Outline, SnickarPer och Diplomat
- Norge; Diplomat, Frekhaug & Lyssand
- Danmark; Frovin Vinduer og Døre, KPK, Outline, protec, SPARvinduer & JNA Vinduer og Døre, Art Andersen Copenhagen
- Finland; Eskopuu, Pihla & Tiivi
- Polen; Sokolka
- England; Allan Brothers, Jack Brunsdon and son Ltd
- Irland; Carlson
- Österrike; Hemmafönster